# Patinoire de l'Espace des mondes polaires
La patinoire du Haut-Jura est la seule patinoire du département du Jura. Elle se situe sur la commune de Prémanon dans la station des Rousses. Elle a été rénovée durant le chantier de construction de l'Espace des mondes polaires et intégrée en son sein. Elle est de nouveau ouverte au public depuis le 18 janvier 2017.

## Description
La patinoire du Haut-Jura a été inaugurée en 1983. Elle n'est pas aux normes olympiques puisqu'elle n'offre qu'une piste de glace de 36 mètres de long sur 14 mètres de large. Elle ne possède aucun gradin. Elle est ouverte de mi-décembre à fin avril et également en juillet-août.
Elle accueille principalement des groupes de vacanciers (colonie de vacances, classes de neige) mais également des particuliers (touristes de la station ou habitants du Haut-Jura).

## Club résident
La patinoire accueille le « Les Rousses Haut Jura Curling » qui est un club de curling.